# Distipsidera
Distipsidera (лат.) — род жуков-скакунов из подсемейства Cicindelinae (подтриба Iresina). Австралия. 12 видов.

## Распространение
Встречаются, главным образом, в Австралии. По одному виду найдены на Соломоновых островах и четыре на Новой Гвинее.

## Описание
Жуки-скакуны мелкого размера с крупными глазами, стройным телом и длинными ногами. Основная окраска тела коричневая и чёрная с желтоватыми отметинами на надкрыльях. Крылья развиты, надкрылья пунктированные. Древесный наземный дневной хищник, часто наблюдается на стволах деревьях. Биология и жизненный цикл малоизучены. Известно, что ловит мух и муравьёв.

## Классификация
Известно 12 видов. Род Distipsidera включён в подтрибу Iresina Rivalier, 1971 в составе трибы Cicindelini.
- Distipsidera eungellae McCairns, Freitag & McDonald, 1997
- Distipsidera flavicans (Chaudoir, 1854)
- Distipsidera flavipes Macleay, 1887
- Distipsidera grutii Pascoe, 1862
- Distipsidera hackeri Sloane, 1906
- Distipsidera mastersii Macleay, 1871
- Distipsidera obscura Sloane, 1909
- Distipsidera papuana Gestro, 1879
- Distipsidera parva Macleay, 1887
- Distipsidera sericea Mjuberg, 1916
- Distipsidera undulata Westwood, 1837
- Distipsidera volitans Macleay, 1863